# Relikwieën van de Drie Koningen
De relikwieën van de Drie Koningen zijn de vermeende stoffelijke resten van de Wijzen uit het Oosten. Sinds 1164 bevinden deze relikwieën zich in een reliekschrijn in de Dom van Keulen.

## Geschiedenis
Het was Helena, de moeder van de Romeinse keizer Constantijn, die omstreeks 325 tijdens een reis door de Levant meende de overblijfselen van de Drie Koningen te hebben gevonden, in de vorm van bot- en kledingresten. Deze relikwieën werden volgens de overlevering door keizer Constans I in 344 aan de stad Milaan geschonken.
Pas in 1158 wordt opnieuw melding gemaakt van de relikwieën. De Franse abt Robert van de abdij van Mont Saint-Michel noteerde in dat jaar dat in een kerkje nabij Milaan de lichamen van de Drie Koningen terug waren gevonden. Omdat de stad in deze periode belegerd werd door de Duitse keizer Frederik Barbarossa, werden de relikwieën binnen de stadsmuren van Milaan gebracht en in de klokkentoren van de kerk van San Giorgio al Palazzo bewaard.
Na de overwinningen van Frederik Barbarossa in Lombardije, werden de resten van de Drie Koningen in 1164 door de Keulse aartsbisschop Reinald van Dassel naar Keulen overgebracht. De belangrijke relieken werden door de opvolger van Reinald van Dassel, aartsbisschop Filips I van Heinsberg in een rijk bewerkt, verguld koperen reliekschrijn geplaatst, vervaardigd door een van de beroemdste edelsmeden uit de middeleeuwen, Nicolaas van Verdun. Keulen werd mede daardoor een belangrijk pelgrimsoord, hetgeen het domkapittel extra inkomsten opleverde. Aanvankelijk stond het reliekschrijn opgesteld in de Karolingische voorganger van de huidige Dom, de zogenaamde Hildebold-Dom. Om het grote en kostbare reliekschrijn een waardiger onderkomen te bieden, werd gestart met de bouw van de nog bestaande gotische Dom.
In de eeuwen die volgden werd van Milanese zijde herhaaldelijk verzocht om teruggave van de drie koningen, maar tevergeefs. In 1903/04 werden wel enkele botfragmenten aan het aartsbisdom Milaan geschonken, die thans in de Sant'Eustorgiobasiliek worden bewaard.
In de jaren 1980 werden de vermeende kledingresten van de Drie Koningen onderworpen aan wetenschappelijk onderzoek. Volgens de uitkomsten van het onderzoek dateert het textiel van tussen de 2e en 3e eeuw na Christus.
Marco Polo vermeldde eind 13e eeuw dat hij de graven van de Drie Wijzen uit het Oosten in de Iraanse stad Saveh had gezien.

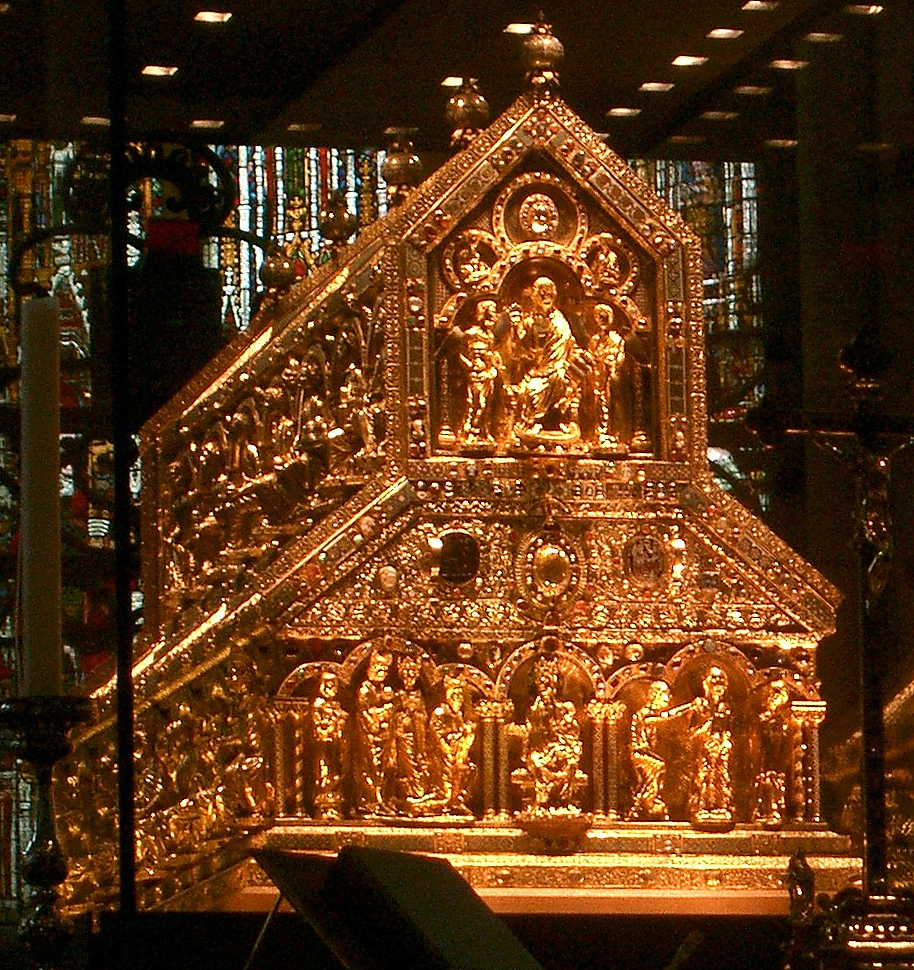
Voorgevel schrijn
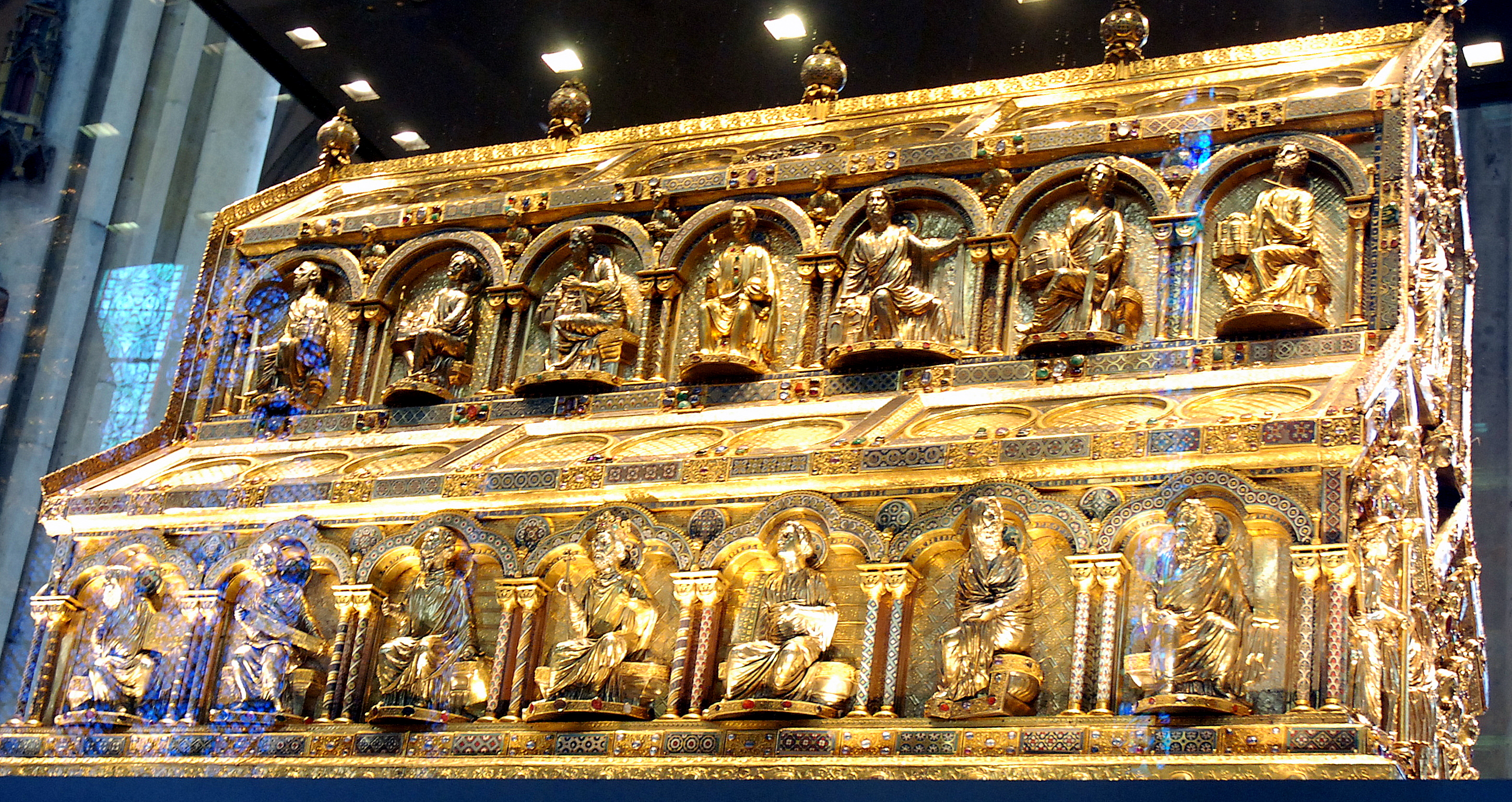
Zijgevel schrijn
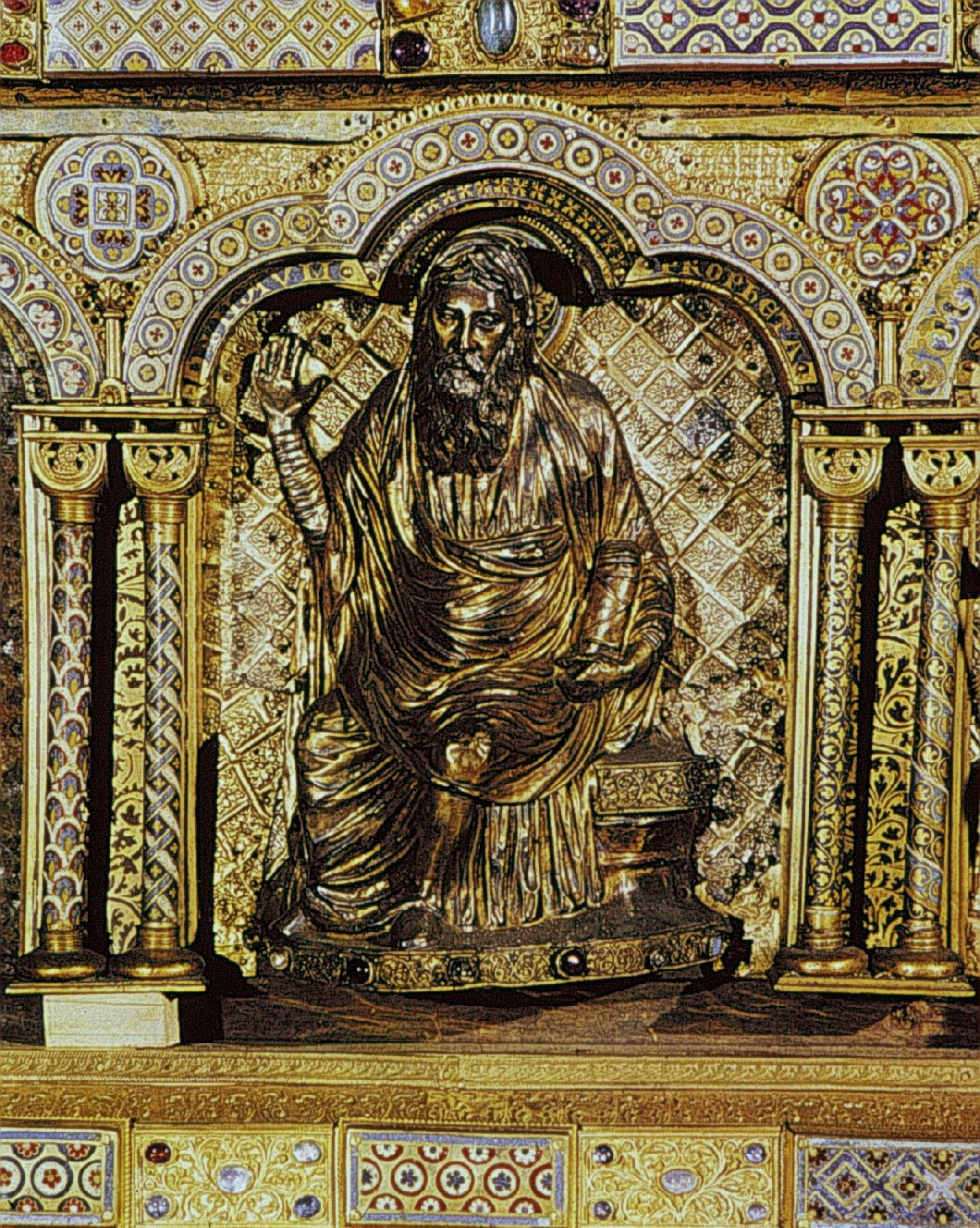
Detail: de profeet Naüm
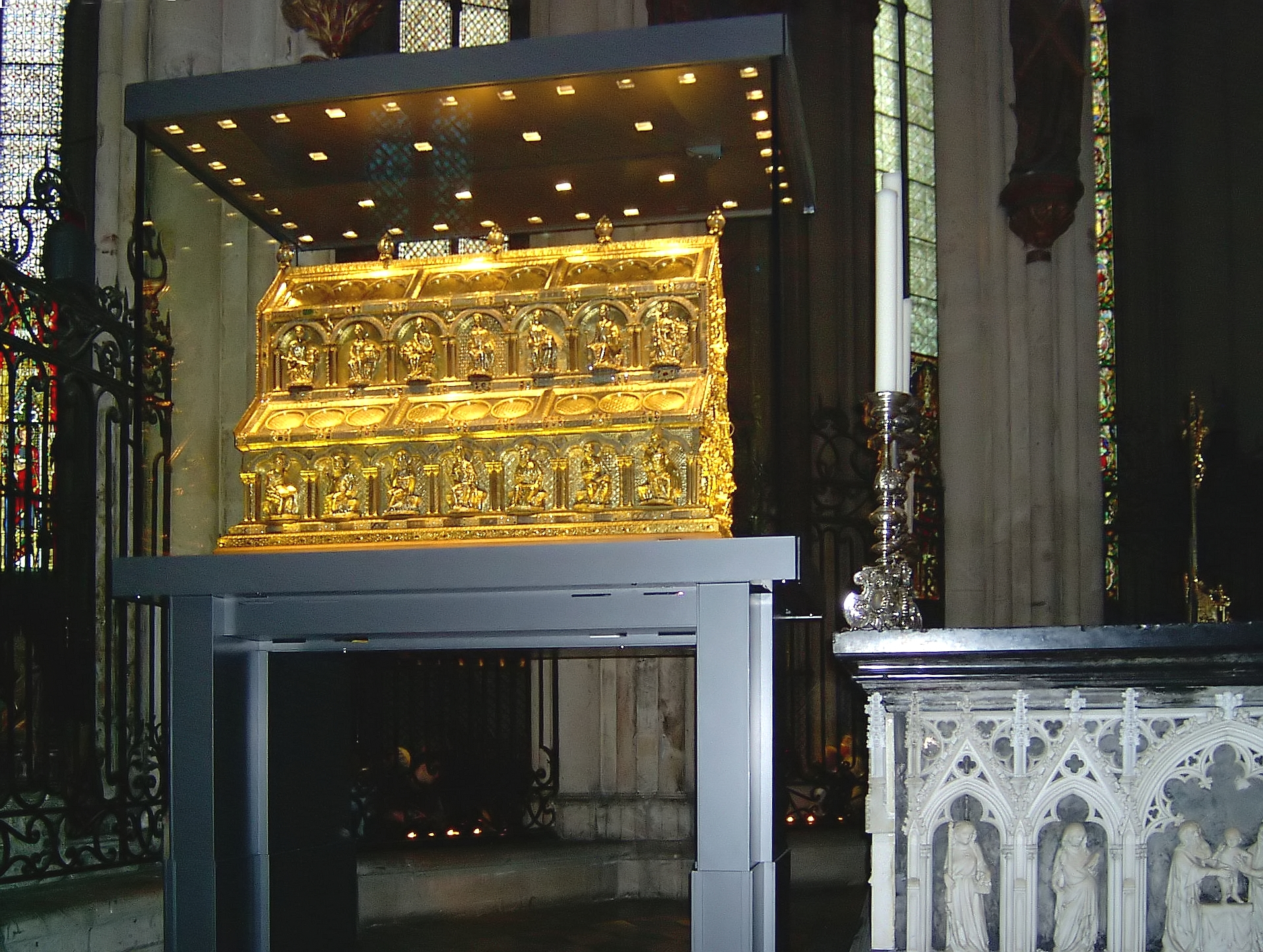
Beveiliging van het schrijn